# Acmadenia flaccida
Acmadenia flaccida är en vinruteväxtart som beskrevs av Eckl. & Zeyh.. Acmadenia flaccida ingår i släktet Acmadenia och familjen vinruteväxter. Inga underarter finns listade i Catalogue of Life.